# 塞雷德涅

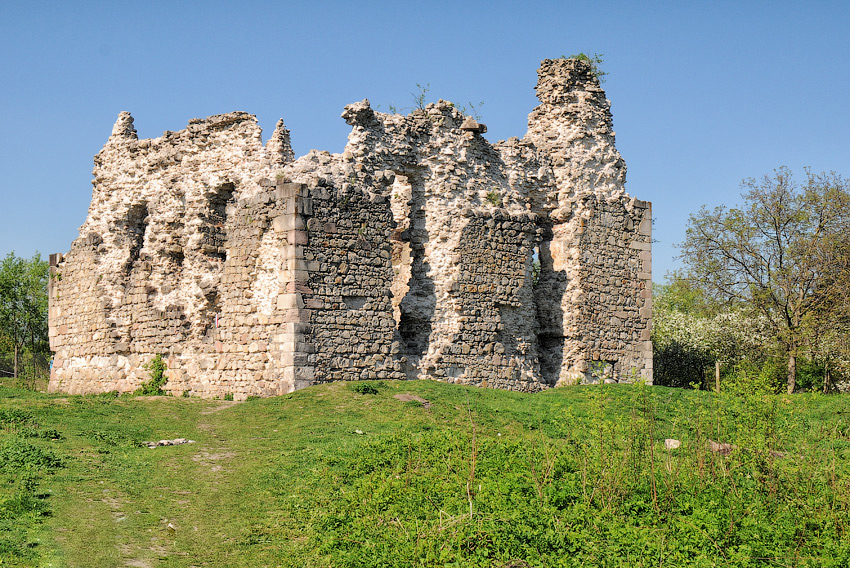
塞雷德涅城堡

塞雷德涅（烏克蘭語：Середнє）是烏克蘭西部外喀爾巴阡州烏日霍羅德區塞雷德涅市镇内的市級鎮及其行政中心。始建於十四世紀，面積2.38平方公里，海拔高度119米，2022年人口数量为4,361人。